# Experiment (Schiff, 1813)
Experiment war das erste Dampfschiff, das auf dem Fluss Yare verkehrte, und eines der ersten für kommerzielle Zwecke eingesetzten in Europa.

## Geschichte
Ende des 18. und Anfang des 19. Jahrhunderts, während der Koalitionskriege, unternahmen sowohl englische als auch französische Seeleute Kaperfahrten im Ärmelkanal. Kriegsschiffe patrouillierten, um die Seeräuberei zu unterbinden, und so brachte am 22. Oktober 1810 die englische Brigg HMS Bruiser das französische Kaperschiff L'Actif, das unter dem Kommando von Louis Meyne aus Dunkerque stand, auf. Das Kaperschiff hatte 22 Mann Besatzung, war mit einer Kanone bewaffnet und 20 Riemen sorgten bei Windstille für Vortrieb. Beuteschiffe wurden von der Royal Navy verkauft und die bei der Aufbringung der Freibeuter beteiligte Besatzung erhielt aus dem Erlös eine Belohnung.
Anfang 1812 kaufte der Geschäftsmann John Wright den Rumpf der L'Actif für £ 35. Zunächst plante er das Schiff in Yarmouth mit einem Verbrennungsmotor, der mit einem Gemisch aus Wasserstoff und Luft angetrieben werden sollte, zu versehen. Da die Versuche jedoch fehlschlugen, wurde der Motor wieder ausgebaut und das Schiff unter Segeln nach Leeds überführt. Bei Fenton, Murray and Wood wurde das Schiff mit einer Trevithick-Dampfmaschine, die zwei seitlich angebrachte Schaufelräder antrieb, ausgestattet. Die Hochdruckdampfmaschine mit einer Leistung von 8 PS hatte einen Kolben mit einem Durchmesser von 0,2032 m und einen Kolbenhub von 0,762 m. Die Maschine war mittschiffs installiert und der ausgestoßene Dampf wurde durch ein Rohr, das mit einem Ventil versehen war, ins Wasser geleitet. Eine erste Testfahrt wurde am 18. Juni 1812 vor den Augen tausender Zuschauer in Leeds auf dem River Aire absolviert. Die Dampfmaschine arbeitete einwandfrei und man erreichte eine Geschwindigkeit von 6 Knoten.
Zur Rückführung nach Yarmouth versicherte John Wright das Schiff, das er jetzt Experiment taufte. Die Versicherung stellte als Bedingung, dass die Dampfmaschine für die Rückfahrt nicht genutzt werden dürfe, da man dies für zu gefährlich hielt. So strandete das Schiff aufgrund von starken Winden an der Mündung des Humber. Um wieder in tiefere Gewässer zu gelangen, setzte man nun doch die Dampfmaschine kurz ein.
Die erste öffentliche Fahrt führte man im Juli 1813 von Yarmouth nach Breydon Water durch. Etwa einen Monat später am 10. August nahm die Experiment eine reguläre Fahrt auf dem Yare von Yarmouth nach Norwich auf. Für die einfache, 43 km lange Strecke benötigte man etwa 5 bis 6 Stunden und die Rückfahrt trat man am folgenden Tag an. 1814 wurde mit der Telegraph ein zweites Dampfschiff für die gleiche Route in Betrieb genommen, so dass täglich ein Schiff in jede Richtung fuhr. Kurze Zeit später wurde ein weiteres Schiff, die Courier, gebaut. Da man mit der Motorisierung der Experiment sehr zufrieden war, demontierte man die Dampfmaschine und verwendete sie für das neue Schiff. Die Experiment wurde endgültig stillgelegt.